# Siriporn Ampaipong
Siriporn Ampaipong (thajsky ศิริพร อำไพพงษ์; * 7. prosince 1962, Udon Thani) je thajská zpěvačka žánrů elektronický luk thung a mor lam.

## Život
Narodila se 7. prosince 1962 v Phibunrak, Udon Thani operní mor lam původu. Proslavila se v roce 1981 svým debutovým albem Phob Rak Thee Hua Lam Phong. Pod vedením ředitele GMM Grammy, Ampaipong se sbíráním úspěchů s dalšími alby Bow Rak See Dam (1992), Parinya Jai (2000) a Ma Kon Dai Na Ma Cha Dai Jai (2012).

## Diskografie
1. 1992 – Bow Rak Si Dam (โบว์รักสีดำ)
2. 2000 – Parin Ya Jai (ปริญญาใจ)
3. 2001 – Phuea Mae Phae Bor Dai (เพื่แม่แพ้บ่ได้)
4. 2012 – Satree Mai Lek Nueng (สตรีหมายเลขหนึ่ง)